# Akebia longeracemosa
Akebia longeracemosa là một loài thực vật có hoa trong họ Lardizabalaceae. Loài này được Matsum. mô tả khoa học đầu tiên năm 1899.